# Mariano Fernández Bermejo
Mariano Fernández Bermejo (Arenas de San Pedro, 1948) és un polític i fiscal espanyol, i també fou ministre de Justícia en la segona legislatura socialista amb José Luis Rodríguez Zapatero.

## Biografia
Va néixer el 10 de febrer de 1948 a la població d'Arenas de San Pedro, situada a la província d'Àvila. Fill del cap falangista del poble, va estudiar dret a la Universitat Complutense de Madrid, on es va llicenciar el 1969 i s'especialitzà en dret comunitari.

## Carrera fiscal
Va ingressar a la carrera fiscal amb el número 1 de la seva promoció el març de 1974. Des d'aquell moment ha ocupat successivament els càrrecs d'advocat fiscal de l'Audiència Provincial de Santa Cruz de Tenerife (1974-1976), advocat fiscal de l'Audiència Territorial de Càceres (1976-1981), tinent fiscal de l'Audiència Provincial de Segòvia (1981), fiscal en cap de l'Audiència Provincial de Segòvia (984) i assessor Executiu del ministre de Justícia (1986-1989), data en la qual cessà a petició pròpia.
Durant aquesta última etapa participà en els estudis que van precedir la reforma de la legislació sobre els menors i el Codi civil, així com en l'elaboració i seguiment parlamentari del Projecte de Reforma de la Llei d'Enjudiciament Criminal i en l'elaboració del Projecte de Decret regulador de la Policia Judicial.
A partir del juny de 1989 ocupà el càrrec de fiscal del Tribunal Suprem, i posteriorment ocupà el càrrec de fiscal en cap del Tribunal Superior de Justícia de la Comunitat de Madrid des de juliol de 1992 fins al juliol de 2003, data en la qual fou destituït, i des d'on criticà fermament la política de José María Michavila al capdavant del ministeri judicial per l'establiment dels anomenats "judicis ràpids". Al seu cessament passà a ocupar el càrrec de fiscal en la Secció de Contenciós-Administratiu de la Fiscalia de Madrid, i entre juliol de 2004 i el febrer de 2007 ocupà el càrrec de fiscal cap de Sala de la Secció Contenciós-Administratiu del Tribunal Suprem.

## Carrera política
Membre de la Unió Progressista de Fiscals (UPF) i sense afiliació política, el 12 de febrer de 2007 fou nomenat ministre de Justícia en substitució de Juan Fernando López Aguilar, que va abandonar aquest càrrec per esdevenir el candidat del PSOE a les eleccions autonòmiques d'aquell any al Govern Canari.

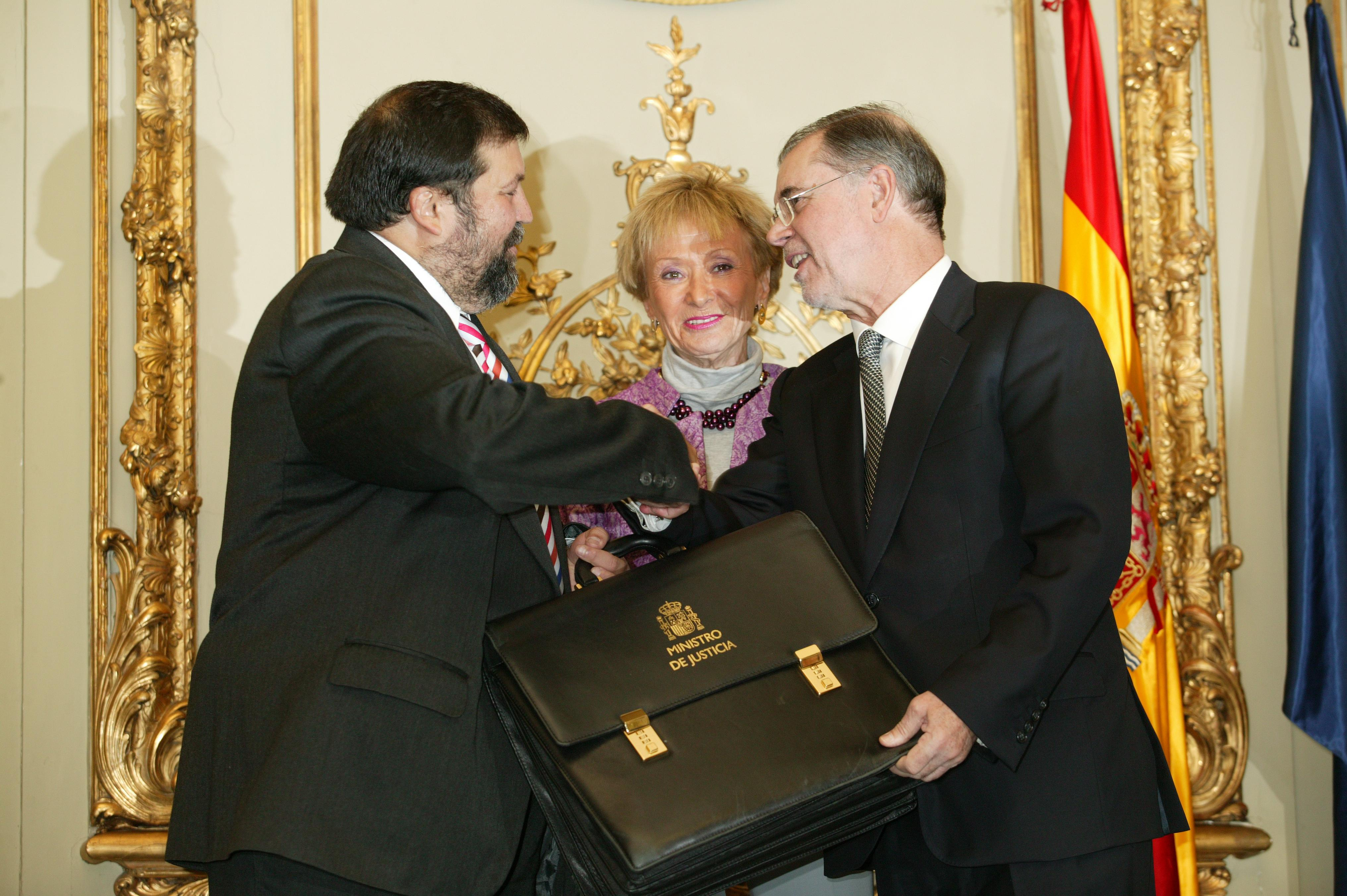
Mariano Fernández Bermejo traspassa la cartera ministerial al seu successor, Francisco Caamaño.

La Conselleria de Medi Ambient de la Junta d'Andalusia va obrir el 19 de febrer de 2009 un expedient informatiu "d'ofici" per aclarir si Mariano Fernández Bermejo va cometre alguna infracció en caçar el 7 i 8 de febrer a una finca de Torres (Jaén) sense llicència. En la mateixa cacera hi va participar el jutge Baltasar Garzón, per la qual cosa el Partit Popular va instar al Congrés a crear una comissió per investigar les relacions de Bermejo amb Garzón després que aquest últim inculpés de corrupció a diversos militants del PP.
El 23 de febrer de 2009 va anunciar, en una roda de premsa sorpresa, la seva dimissió del càrrec de Ministre de Justícia arran de la polèmica generada per la cacera en què va participar amb Garzón.